# Mercè Climent i Payà
Mercè Climent i Payà (Alcoi, Alcoià, 1981) és una escriptora valenciana. És enginyera agrònoma i llicenciada en Filologia Hispànica. En l'actualitat viu a Gandia i compagina l'escriptura amb la tasca d'editora de Lletra Impresa Edicions.
Escriu per a xiquets i per a adults, però sempre amb la consigna de crear bellesa amb les paraules. Així, ha escrit els llibres infantils: Lina Panxolina i el quadern màgic, Marc i el poder sobre el temps, La Flauta màgica, Moros i Cristians i El misteri dels Reis d'Orient; les novel·les Somiant amb Aleixa (XVII Premi de Literatura Eròtica la Vall d'Albaida), Amor a la ciutat dels ponts i Mariola; el poemari Infinitamant (X Premi de Poesia Ibn Jafadja d'Alzira) i moltíssims contes que han estat publicat en revistes, diaris, llibres col·lectius, etc.
Ha estat antologada en els llibres Nova poesia alcoiana. Poemes entre telers, 14+1. Llenya Prima, Els caus secrets. Antologia d'escriptors dels Països Catalans posteriors al 1972, Entre dones i La improbable vida de Joan Fuster. Alguns dels seus versos han estat traduïts a l'alemany per a la revista cultural i literària Driesch.
També ha traduït al català els poemaris Arxipèlag, de Jordi Botella i Joan Antoni Climent Fullana, i una antologia de poemes de Gloria Fuertes, seleccionada per ella mateixa en el llibre Açò no és un llibre, és una dona.
Com a blocaire, va ser guardonada amb el XX Premi de la Crítica dels Escriptors Valencians en la disciplina de Difusió de la Literatura Catalana al País Valencià. També ha col·laborat amb mitjans com ara Levante-EMV, Lletres Valencianes, el Diari Gran del Sobiranisme i Ràdio Alcoi.